# Tia Eulália
Eulália do Nascimento, conhecida como Tia Eulália (São José de Além Paraíba, 12 de março de 1908 – Rio de Janeiro, 10 de julho de 2005) foi uma sambista do GRES Império Serrano.
Na infância, viveu numa Serrinha. Seu pai, Francisco Zacarias de Oliveira, foi o precursor dos blocos de carnaval na Serrinha e na cidade do Rio, como o Dois Jacarés. Amigo do Ministro Edgard Romero, tinha muita influência conseguindo benfeitorias para a comunidade. Sua casa vivia repleta de músicos que organizavam pastorais, gafieiras, serestas e obviamente muitas rodas de samba. Mano Elói dizia que o espírito festivo daqueles nove irmãos filhos do senhor Zacarias Oliveira,  já era suficiente para a criação de uma escola de samba.
Em 1947, na casa de Tia Eulália e Seu Nascimento na rua Balaiada, no alto do morro, foi fundado o Império Serrano. Tia Eulália é portadora da carteirinha no.1 da escola que defende com todo o fervor. Nos ensaios até tarde da madrugada e no desfile da escola ela está sempre inspecionando tudo com muito rigor. Conheceu o jongo quando casou com o Seu Nascimento mas seu maior interesse sempre foi o samba.
José Nascimento Filho, empregado da Resistência do Cais do Porto, nasceu em Três Rios no dia 19 de março de 1903. Marido de Tia Eulália, era conhecido como Seu Nascimento e dava o jongo a cada aniversário seu, quando acorriam à sua casa famosos jongueiros do antigo Distrito Federal e do interior do estado do Rio. Acordava cedo, vestia-se de branco com uma camisa azul e dirigia-se à Igreja de São José, no Centro, para assistir à missa do santo. Voltava para casa e começava a preparar as comidas e os foguetes para a festa à noite. De madrugada, o chão do terreiro cobria-se de flores atiradas pelos jongueiros.